# Rolf Holmberg
Rolf Holmberg (Gjerpen, 24 augustus 1914 – Skien, 5 juli 1979) was een Noors voetballer die gedurende zijn carrière als middenvelder speelde voor Odd Grenland. Hij overleed op 64-jarige leeftijd in Skien.

## Interlandcarrière
Rolf Holmberg won met het Noors voetbalelftal de bronzen medaille op de Olympische Zomerspelen 1936 in Berlijn, Duitsland. De ploeg onder leiding van bondscoach Asbjørn Halvorsen won in de troostfinale met 3-2 van Polen dankzij drie treffers van aanvaller Arne Brustad. Holmberg maakte tevens deel uit van de Noorse selectie voor het WK voetbal 1938. In totaal speelde hij 26 interlands voor zijn vaderland in de periode 1936–1939.